# Hilde Zadek
Pour les articles homonymes, voir Zadek.
Hilde Zadek est une cantatrice (soprano) allemande, née le 15 décembre 1917 à Bromberg (royaume de Prusse) et morte le 21 février 2019 à Karlsruhe (Allemagne)).

## Biographie
Hilde Zadek passe son enfance à Stettin mais étant juive et devant l'avènement du nazisme, elle  part s'installer avec sa famille en Palestine en 1934. Elle travaille comme infirmière à Jérusalem, tout en étudiant le chant avec Rose Pauly. Une fois la guerre finie, elle revient en Europe en 1945, où elle se perfectionne à Zurich avec Ria Ginster ainsi qu'à New York auprès du professeur Paola Novikova,.
Elle fait ses débuts en 1947, à l'Opéra d'État de Vienne, comme Aida, le succès est immédiat et elle chantera sur cette scène pendant plus de 20 ans. L'année suivante, elle débute au Festival de Salzbourg, où elle s'illusttre en Iphigénie, Donna Anna, Vittelia, Ariadne, etc. Elle y crée Antigonae de Carl Orff en 1949. En 1950, elle chante Magda lors de la première locale à Vienne de The Consul de Gian Carlo Menotti. Elle se produit aussi régulièrement à l'Opéra d'État de Bavière à Munich et à l'Opéra d'État de Berlin.
À l'étranger, elle paraît au Royal Opera House de Londres, au Festival de Glyndebourne, l'Opéra Garnier à Paris, La Monnaie de Bruxelles, La Scala de Milan, le Maggio Musicale Fiorentino, le Bolchoï de Moscou, le Metropolitan Opera de New York, le San Francisco Opera, etc.
Chanteuse à la voix sombre et interprète intense, Hilde Zadek s'est illustrée avec égal succès dans le répertoire classique (Gluck, Mozart), ainsi que dans les grandes héroïnes du répertoire allemand (Wagner, Strauss), et italien (Verdi, Puccini).
Elle enseigne à l'Académie de musique de Vienne à partir de 1967, et se retire de la scène en 1971.

## Sources
- (de) Operissimo.com